# Влюбчивая ворона
«Влюбчивая ворона» — советский короткометражный кукольный мультфильм созданным режиссёром Марией Муат, снятый на студии «Союзмультфильм» в 1988 году.

## Сюжет
Однажды в лесу появилась смешная, но прелестная влюбчивая ворона, и изменила жизнь его обитателей. Восхитилась Зайцем: «Глаза у тебя не косые, а раскосые…», затем влюбилась в Волка, и тот забыл про свои болезни, а та уже и Медведем увлеклась... Перессорились звери из-за влюбчивой Вороны и ... выгнали ее из леса. А потом загрустили. Но вдруг Ворона вернулась! И не одна...

## Создатели
| автор сценария                | Ирина Марголина |
| кинорежиссёр                  | Мария Муат |
| художник-постановщик          | Николай Титов |
| кинооператор                  | Александр Жуковский |
| композитор                    | Игорь Ефремов |
| звукооператор                 | Борис Фильчиков |
| роли озвучивали:              | - Лариса Удовиченко — Ворона - Алексей Борзунов — Заяц - Зоя Пыльнова — Лиса - Георгий Бурков — Волк - Роман Филиппов — медведь |
| художники-мультипликаторы:    | Лидия Маятникова, Сергей Косицын, Алла Соловьёва |
| куклы и декорации изготовили: | Анна Ветюкова, Владимир Аббакумов, Александр Беляев, Павел Гусев, Александр Горбачёв, Надежда Лярская, Светлана Знаменская, Валерий Петров, Нина Молева, Наталия Гринберг, Лилианна Лютинская, А. Лунёв, А. Уткин, Наталия Барковская, Владимир Алисов, Михаил Колтунов |
| монтажёр                      | Галина Николаева |
| редактор                      | Раиса Фричинская |
| директор съёмочной группы     | Григорий Хмара |